# Límite de Dawes

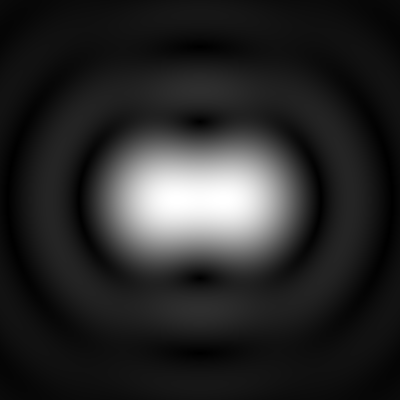
Patrón de difracción que marca el límite de Dawes

El  Límite de Dawes es una fórmula para expresar la máxima resolución óptica de un microscopio o de un telescopio. Lleva el nombre de su descubridor, el astrónomo británico W. R. Dawes (1799-1868), a pesar de que también es acreditado en ocasiones John Rayleigh como su descubridor.

## Fórmula
La fórmula toma formas diferentes que dependen de las unidades utilizadas:
| R = 4.56/D | (D en pulgadas, R en segundos de arco)            |
| R = 11.6/D | (D en centímetros, R en segundos de arco)         |
| Donde:     | D es el diámetro de la lente principal (apertura) |
|            | R es el poder de resolución del instrumento       |